# International Powerlifting Federation
De International Powerlifting Federation (IPF) is een wereldsportbond.
De IPF werd op 11 november 1972 opgericht in Harrisburg, Pennsylvania. De federatie verbindt clubs en organisaties wereldwijd op het gebied van powerlifting, organiseert wedstrijden en onderhoudt een administratie zoals van de records. In 1973 werden de eerste wereldkampioenschappen gehouden.
Aangesloten bonden zijn onder meer de Koninklijke Nederlandse Krachtsport- en Fitnessbond (KNKF), sectie Powerlifting, de Fédération Royale Belge des Poids et Haltères (FRBPH) en de Suriname Powerlifting Federatie (SPF).